# Филипченко, Анатолий Васильевич

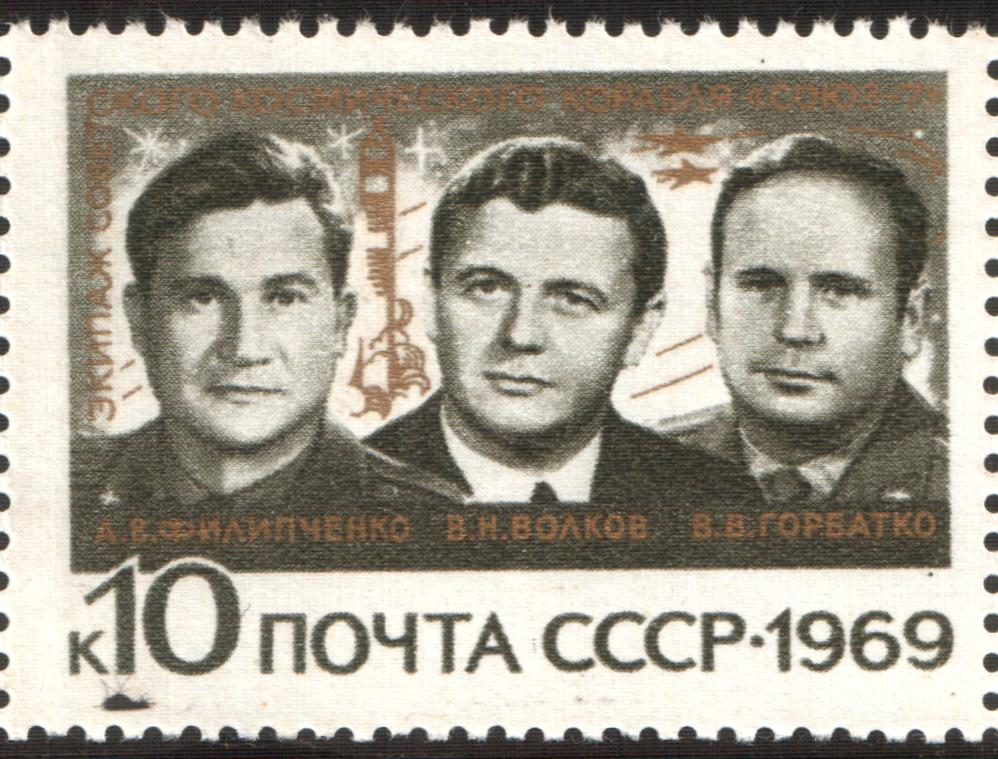
Марка СССР «Групповые полёты космонавтов на космических кораблях „Союз-6“, „Союз-7“, „Союз-8“» (1969, 10 копеек, ЦФА № 3810, Скотт № 3656)

Анато́лий Васи́льевич Фили́пченко (26 февраля 1928, Давыдовка, Воронежская губерния — 7 августа 2022, Звёздный городок, Московская область) — лётчик-космонавт СССР № 19, дважды Герой Советского Союза (1969, 1974), генерал-майор авиации (1978).

## Биография
Родился 26 февраля 1928 года в семье служащего. Русский.
Учился в Острогожске в школе № 2. В 1947 окончил 6-ю Воронежскую спецшколу ВВС в Липецке (находилась на улице Ушинского, 8), в 1950 — Чугуевское военное авиационное училище лётчиков.
После учёбы служил в авиационных частях ВВС СССР. Начинал службу старшим лётчиком, потом командиром звена, заместителем командира эскадрильи; получил квалификацию «Военный лётчик 1-го класса». В 1961 закончил обучение в Военно-воздушной академии. В 1950—1963 был старшим летчиком-инструктором управления 119-й истребительной авиационной дивизии в Одесском военном округе.
В 1963 был зачислен в отряд космонавтов и прошёл полный курс общекосмической подготовки, а также подготовки к полётам на космических кораблях серии «Союз».
Являлся охотником-любителем, вступил в охотколлектив в Звёздном.
В 1969 дублировал Бориса Валентиновича Волынова перед его полётом на «Союзе-5».
Первый полёт Анатолий Филипченко совершил с 12 по 17 октября 1969 на космическом корабле «Союз-7» вместе с Владиславом Волковым и Виктором Горбатко. В программу полёта входила стыковка с космическим кораблём «Союз-8», которая не состоялась из-за технических неполадок. Общая продолжительность полёта составила 4 дня 22 часа 40 минут и 23 секунды.
В 1970 дублировал Андрияна Николаева перед его полётом на «Союзе-9».
В 1973 был назначен командиром экипажа, проходившего подготовку к совместному советско-американскому космическому полёту (ЭПАС).
Второй полёт совершил со 2 по 8 декабря 1974 на космическом корабле «Союз-16» вместе с Николаем Рукавишниковым. Полёт проходил в рамках подготовки к проекту ЭПАС, во время полёта была совершена отработка корабля и стыковочного узла. Общая продолжительность полёта составила 5 дней 22 часа 23 минуты и 35 секунд.
Статистика
| #     | Стартовый корабль | Старт, UTC        | Экспедиция | Корабль посадки | Посадка, UTC      | Налёт                      | Выходы в открытый космос | Время в открытом космосе |
| ----- | ----------------- | ----------------- | ---------- | --------------- | ----------------- | -------------------------- | ------------------------ | ------------------------ |
| 1     | Союз-7            | 12.10.1969, 10:44 | Союз-7     | Союз-7          | 17.10.1969, 09:25 | 04 суток 22 часа 40 минуты | 0                        | 0                        |
| 2     | Союз-16           | 02.12.1974, 09:40 | Союз-16    | Союз-16         | 08.12.1974, 08:03 | 05 суток 22 часа 23 минуты | 0                        | 0                        |
| Всего | Всего             | Всего             | Всего      | Всего           | Всего             | 10 суток 21 час 03 минуты  | 0                        | 0                        |

В 1975 дублировал Алексея Леонова перед его полётом на «Союзе-19».
С 1978 — генерал-майор авиации.

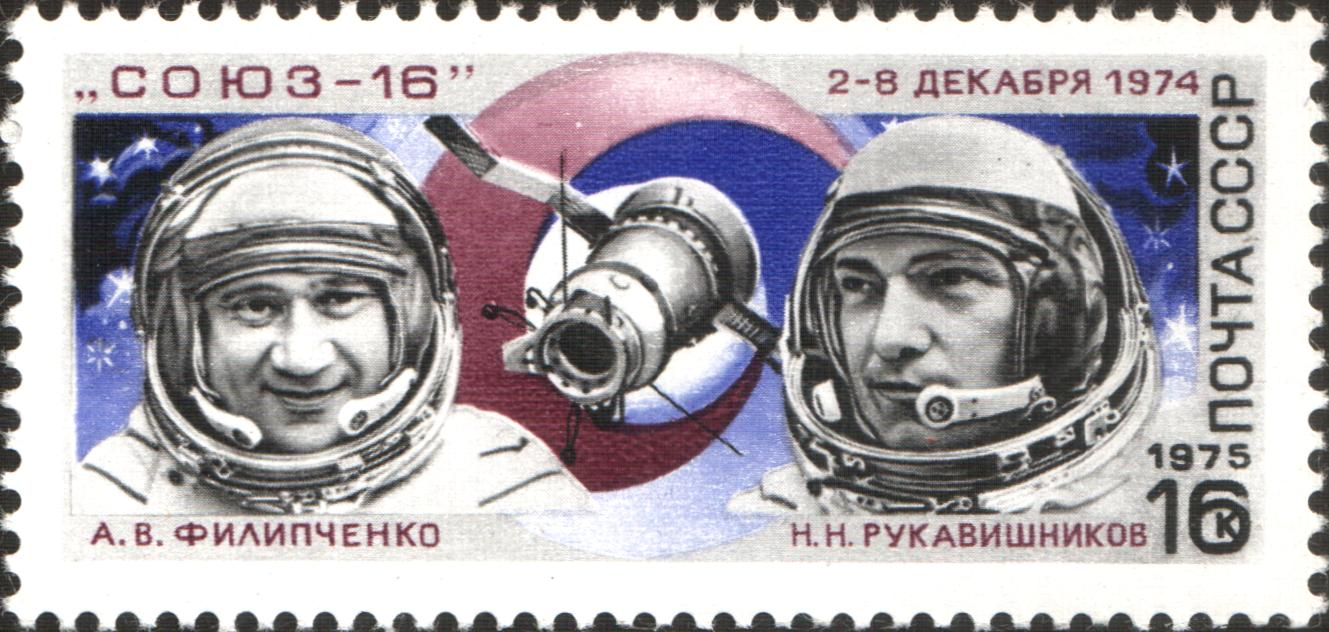
Марка СССР, Полёт космонавтов А. В. Филипченко и Н. И. Рукавишникова на космическом корабле "Союз-16", 1975, 16 коп.

В 1978 вышла его книга «Надежная орбита».
В отряде космонавтов находился до 1979.
С 1978 по 1988 работал начальником управления Центра подготовки космонавтов. С 1989 по 1992 работал заместителем директора Харьковского ОКБ средств технического обучения и директором Московского филиала.
Проживал в Звёздном городке. С июня 2021 года после смерти Владимира Шаталова был старейшим из участников космических полётов. Умер 7 августа 2022 года. Похоронен с воинскими почестями 11 августа 2022 года на Федеральном военном мемориале «Пантеон защитников Отечества».

## Воинские звания
- Лейтенант (30.11.1950).
- Старший лейтенант (30.12.1952).
- Капитан (22.06.1955).
- Майор (22.01.1960).
- Подполковник (30.01.1965).
- Полковник (15.10.1969).
- Генерал-майор авиации (31.10.1978).

## Награды
- Знак отличия «За заслуги перед Воронежской областью» (21 февраля 2018) — за мужество и отвагу, проявленные при исполнении служебного долга, большой личный вклад в исследование и освоение космического пространства и в связи с 90-летием со дня рождения
- Почётный знак «Благодарность от земли Воронежской» (26 февраля 2013) — за многолетний плодотворный труд, большой личный вклад в развитие отечественной космонавтики, активную жизненную позицию и в связи с 85-летием со дня рождения[10]
- Медаль «За заслуги в освоении космоса» (12 апреля 2011) — за большие заслуги в области исследования, освоения и использования космического пространства, многолетнюю добросовестную работу, активную общественную деятельность[11]
- Орден Трудового Красного Знамени (30 мая 1988)
- Медаль «1300 лет Болгарии» (29 марта 1982)
- Лауреат Государственной премии СССР (1981) — за организацию международных полетов на орбитальной станции «Салют»
- Золотая медаль имени К. Э. Циолковского Академии наук СССР (1981)
- Герой Советского Союза (11 декабря 1974)
- Орден Ленина (11 декабря 1974)
- Орден Государственного Знамени ВНР (5 апреля 1971, ВНР)
- Герой Советского Союза (22 октября 1969)
- Орден Ленина (22 октября 1969)
- Заслуженный мастер спорта СССР (1969)
- Орден Звезды Румынии V степени (14 июня 1958, СРР)
- Медаль «25 лет народной власти» (НРБ)
- Медаль «Братство по оружию» III степени (ГДР)
- Медаль «За укрепление дружбы по оружию» I степени (ЧССР)
- Медаль «За укрепление братства по оружию» (НРБ)
- Одиннадцать юбилейных медалей

## Память
Почётный гражданин Воронежской области и городов: Калуга, Липецк, Михайлов, Острогожск и Чита (Россия), Аркалык и Караганда (Казахстан), Сумы (Украина), Хьюстон (США), пгт Давыдовка (Воронежская область).
В 1986 году в Липецке переулок Космонавтов был переименован в улицу Филипченко.